# Zentralarbeitsgemeinschaft
Die Zentralarbeitsgemeinschaft der industriellen und gewerblichen Arbeitgeber und Arbeitnehmer (kurz: Zentralarbeitsgemeinschaft oder ZAG) war eine von 1918 bis 1924 bestehende Institution, in dem Gewerkschaften und Arbeitgeber nach der deutschen Novemberrevolution wirtschafts- und sozialpolitische Fragen regelten.
Als ein Bündnis zwischen Industrie und Gewerkschaften wurde die ZAG durch das von allen wichtigen Arbeitgeber- und Gewerkschaftsverbänden am 15. November 1918 unterzeichnete Abkommen (nach den Spitzenvertretern beider Seiten auch Stinnes-Legien-Abkommen benannt) ins Leben gerufen. Die sich abzeichnende Niederlage im Krieg und die Sorge um die Umstellung auf eine Friedenswirtschaft hatte beide Seiten schon vor der Revolution zu gemeinsamen Gesprächen zusammengebracht; aber erst kurz nach Ausbruch der Revolution vom 9. November wurde das Abkommen unterschrieben. Offizielles Ratifizierungsdatum ist der 15. November 1918.
Der gemeinsame Vertrag stellt die Beziehungen zwischen Arbeitgebern und Arbeitnehmern auf eine – im Vergleich zur Vorkriegszeit – völlig neue Grundlage. In 12 Punkten werden u. a. die Gewerkschaften als „berufene Vertreter der Arbeiterschaft“ (Pt.1) und die Beschränkung der Koalitionsfreiheit für unzulässig (Pt. 2) erklärt, die Festlegung der Arbeitsbedingungen durch Kollektivvereinbarungen (Pt. 6) und die Einrichtung von Arbeiterausschüssen in jedem Betrieb mit mindestens 50 Beschäftigten (Pt. 7) sowie die Begrenzung des Arbeitstages auf acht Stunden (Pt. 9) vereinbart.
Ein drängendes Thema bei Gründung der Zentralarbeitsgemeinschaft war die Demobilmachung der deutschen Soldaten, die wieder in die Zivilgesellschaft eingegliedert werden sollten. Ihnen wurde ein Anspruch auf den alten Arbeitsplatz zugestanden (Pt. 4).
Die von dem Gewerkschaftsführer Carl Legien und dem Industriellen Hans von Raumer ausgearbeitete Satzung sah verschiedene Organe (u. a. Zentralausschuss, Zentralvorstand) vor, die alle paritätisch mit Arbeitgeber- und Arbeitnehmervertretern zu besetzen waren. Unterhalb der ZAG wurden 14 Reichsarbeitsgemeinschaften für die einzelnen Industrie- und Gewerbezweige eingerichtet z. B. der Reichskohlenrat für den Kohlebergbau.
Die Politik der Arbeitsgemeinschaft wurde von der USPD und der Spartakusgruppe (später KPD) als Verrat an der Novemberrevolution angesehen und heftig bekämpft. Die Kritiker sahen die Arbeitsgemeinschaft als Stabilisierung des Kapitalismus. Faktisch sicherte die Arbeitsgemeinschaft die Besitzrechte der Unternehmer, die sich durch Revolution mit weiterreichenden Forderungen nach Sozialisierung der Industrie konfrontiert sahen. 
Die kurze Lebensdauer der ZAG war von internen Konflikten und Anfeindungen oppositioneller Strömungen innerhalb der beiden Lager gekennzeichnet. Ihr Ende fand sie infolge der Auseinandersetzungen um die Abschaffung des Achtstundentags, der schon Anfang der 1920er Jahre von den Arbeitgebern der Schwerindustrie in Frage gestellt worden war. Die Arbeitgeber hielten „eine Arbeitszeitverlängerung trotz höherer Arbeitslosigkeit aus Gründen der Kostensenkung und der deutschen Wettbewerbsfähigkeit“ für unumgänglich. Sie stützten ihre Argumentation mit der Notwendigkeit einer Produktivitätserhöhung zwecks Erfüllung der Reparationsforderungen und einer Stabilisierung der deutschen Wirtschaft. Schließlich nutzten die Arbeitgeber die durch die französische Ruhrbesetzung 1923/24 (siehe Ruhrkampf) geschaffene Situation, „um die Stabilisierung auf der Basis der Abschaffung des Achtstundentags und der Lohnerhöhungen durchzusetzen“. Aus Protest trat der Allgemeine Deutsche Gewerkschaftsbund am 16. Januar 1924 aus der ZAG aus.
Einzelne Reichsarbeitsgemeinschaften, z. B. die für die chemische Industrie, blieben bis zum Ende der Weimarer Republik bestehen. 
Die ZAG setzte bleibende Standards in der deutschen Sozial- und Tarifpolitik und hatte maßgebenden Einfluss auf die Wirtschaftsordnung der Weimarer Republik, der noch bis in die Bundesrepublik nachwirkte. Erstmals waren durch die ZAG die Gewerkschaften als offizieller Verhandlungspartner und Tarifpartner von der gesamten Arbeitgeberschaft anerkannt worden.

## Einzelbelege
1. ↑  Gerald D. Feldman / Irmgard Steinisch: Industrie und Gewerkschaften 1918-1924. Die überforderte Zentralarbeitsgemeinschaft. Deutsche Verlagsanstalt, Stuttgart 1985, S. 100.
2. ↑  Gerald D. Feldman / Irmgard Steinisch: Industrie und Gewerkschaften 1918-1924. Die überforderte Zentralarbeitsgemeinschaft. Deutsche Verlagsanstalt, Stuttgart 1985, S. 128.